# Thomas Ender
Thomas Ender, né le 3 novembre 1793 à Vienne et mort le 28 septembre 1875 dans cette même ville, est un peintre paysagiste autrichien. C'est le frère jumeau de Johann Ender et l'oncle d'Eduard Ender, tous les deux peintres.

## Biographie
Thomas Ender et son frère jumeau sont les fils d'un brocanteur fripier du faubourg viennois de Spittelberg. Ils entrent tous les deux en 1806 à l'Académie des beaux-arts de Vienne. Thomas Ender est l'élève au début d'Hubert Maurer, peintre d'histoire, puis auprès de Laurenz Janscha, à l'atelier duquel il se spécialise en paysages. Après sa mort en 1812, Joseph Mößmer lui succède. En 1810, Thomas Ender remporte un premier prix de l'Académie en dessin paysager.

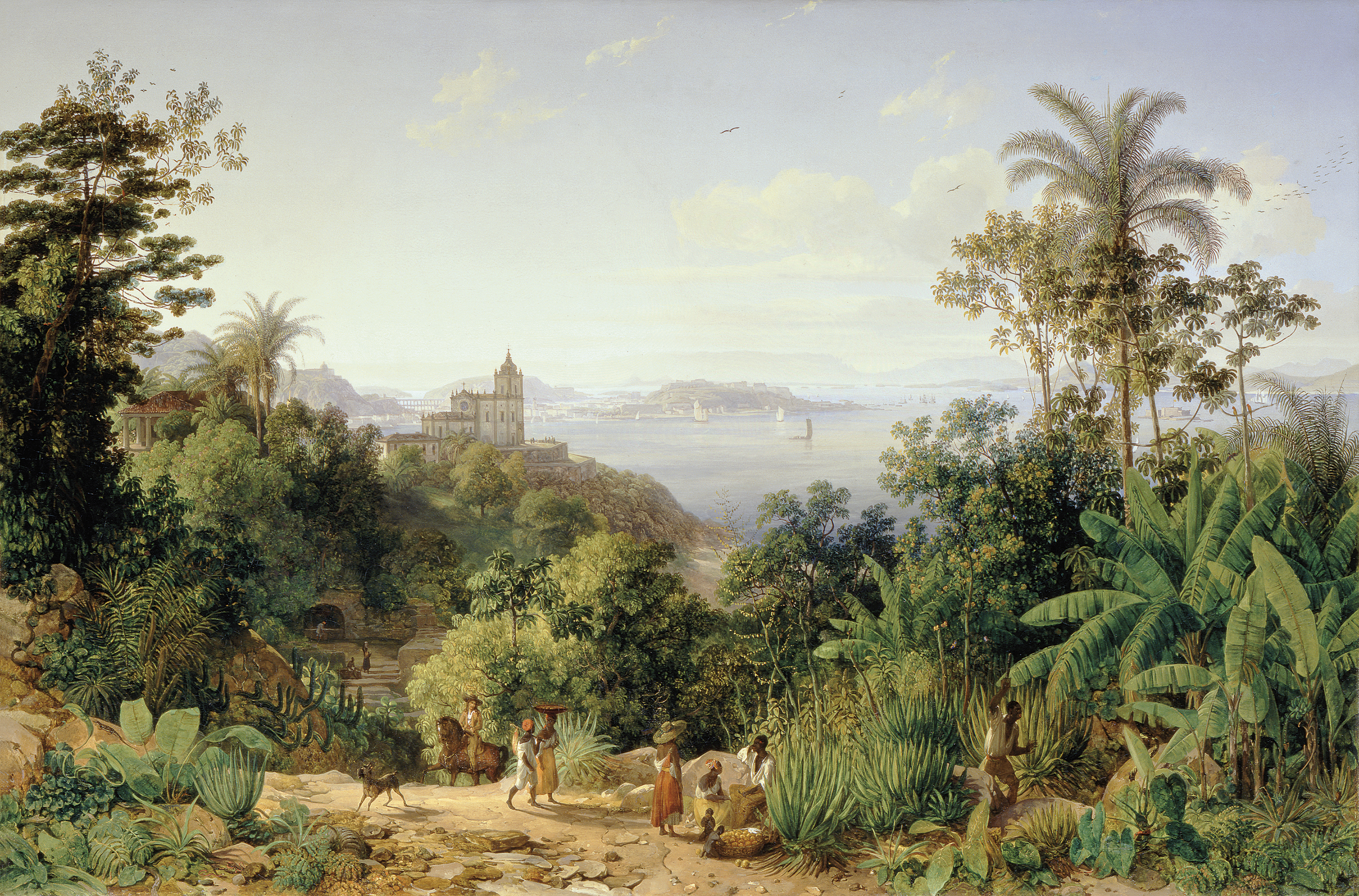
Près de Rio de Janeiro

Il effectue ensuite plusieurs voyages d'études. En 1817, il remporte le Grand Prix de peinture fondé par l'empereur, dans la section paysage. Le prince Metternich acquiert le paysage et dès lors se fait son protecteur. Il l'envoie comme peintre paysagiste participer à l'expédition du Brésil, dont il rapporte plus de sept cents dessins et aquarelles, après être demeuré une année entière au Brésil, fort incommodé par le climat. Ensuite Metternich l'envoie comme pensionnaire à Rome jusqu'en 1823, puis Ender travaille à la propriété du prince dans le Salzkammergut.
Thomas Ender entre à l'Académie de Vienne en 1824. Il fait un voyage d'étude à Paris en 1826. En 1828, il est nommé peintre à la cour de l'archiduc Jean d'Autriche. Celui-ci l'emmène avec lui à ses voyages d'orient et des confins méridionaux de l'Empire russe en 1837, où il visite aussi Constantinople, puis la Grèce.
Thomas Ender est ensuite jusqu'en 1851 professeur à l'Académie des beaux-arts de Vienne, où il enseigne notamment à son neveu Eduard. Il produit quantité de séries de paysages qui sont souvent reproduits en lithographie par les Anglais. Il est nommé en 1845 au titre honorifique de conseiller impérial et prend sa retraite en 1851. Il reçoit l'ordre de François-Joseph en 1853 et le rang de bourgeois d'honneur en 1854. Il fait un voyage en Italie en 1855-1857.
Thomas Ender était l'époux depuis 1832 de Theresia Arvay. Il est enterré au cimetière central de Vienne. Une rue du quartier de Meidling de Vienne porte depuis 1922 le nom des trois peintres Ender, la Endergasse.

## Quelques œuvres

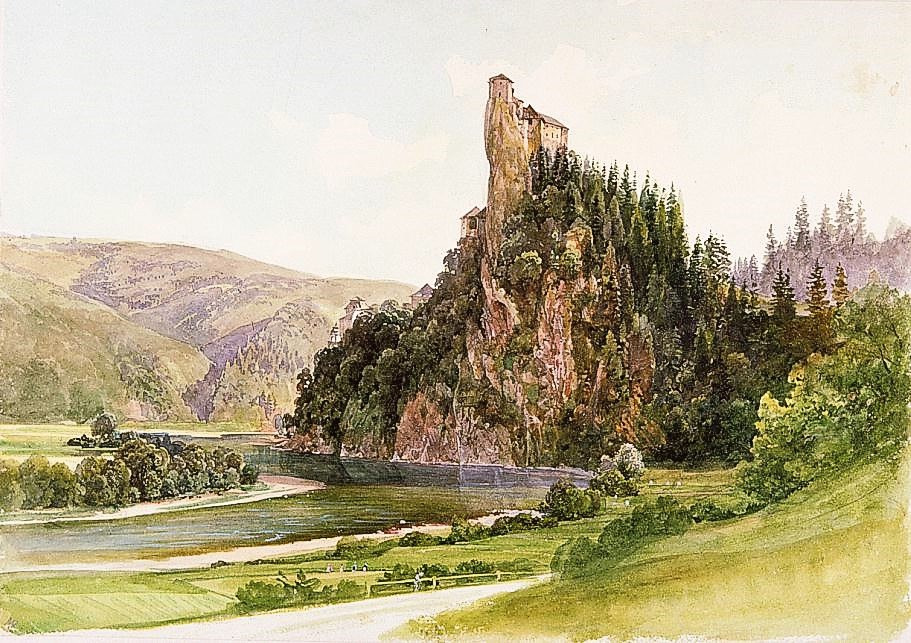
Le château d'Arwa, aquarelle des années 1860

- La Porte du cimetière (Vienne, Österreichische Galerie Belvedere, Inv. Nr. 6047), vers 1820, huile sur toile, 34×44 cm
- Le Großglockner et la Pasterze (Vienne, Österreichische Galerie Belvedere, Inv. Nr. 6068), 1832, huile sur toile, 39×54 cm
- La Porte de Vienne à Krems (Sankt Pölten, Landesmuseum Niederösterreich, Inv. Nr. 660), vers 1836-37, aquarelle, 16,8×22,7 cm
- Vue des ruines du château de Dürnstein (Sankt Pölten, Niederösterreichisches Landesmuseum, Inv. Nr. 850), vers 1840-45, aquarelle, 20,7×27,7 cm
- Vue de l'abbaye de Melk (Sankt Pölten, Niederösterreichisches Landesmuseum, Inv. Nr. 4215), 1841, huile sur toile, 51,5×70 cm
- Ruines du château de Weitenegg avec vue sur l'abbaye de Melk (Sankt Pölten, Niederösterreichisches Landesmuseum, Inv. Nr. 7134), 1841, huile sur bois, 25,7×30,5 cm
- Carnet de dessins du Danube (carnet d'après ses dessins), 1841
- Vue de la montagne Mariahilferberg près de Gutenstein en face du Schneeberg (Sankt Pölten, Niederösterreichisches Landesmuseum, Inv. Nr. 126/81), vers 1845-1850, huile sur toile, 85,5×119,4 cm
- L'Autriche pittoresque (chromolithographies), 1850-1856

## Illustrations de l'expédition du Brésil

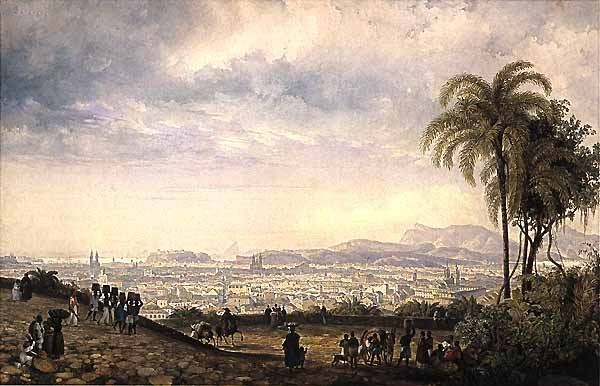
Panorama de Rio de Janeiro (1817)
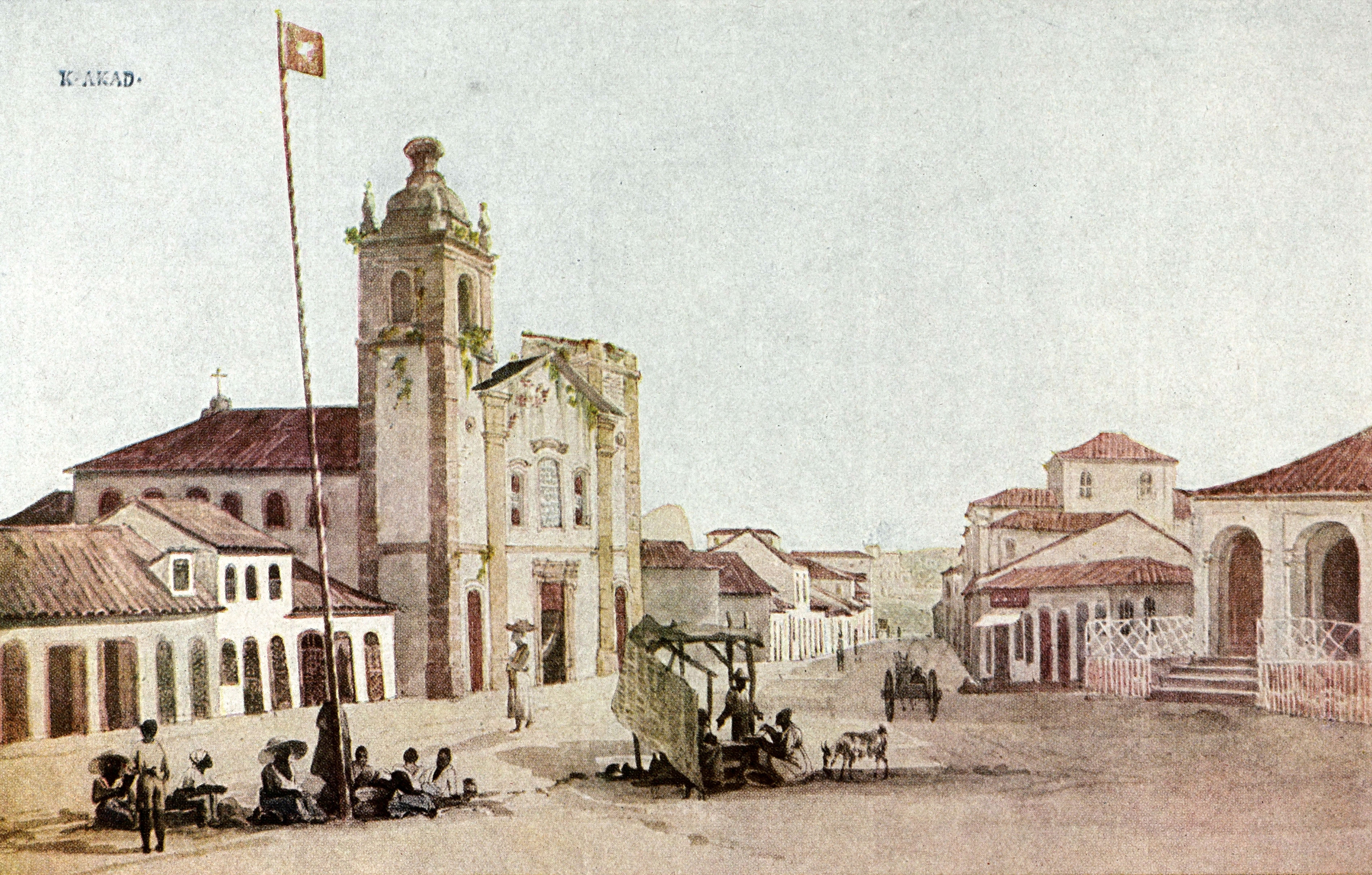
Église de Lapa de Rio de Janeiro (1817)
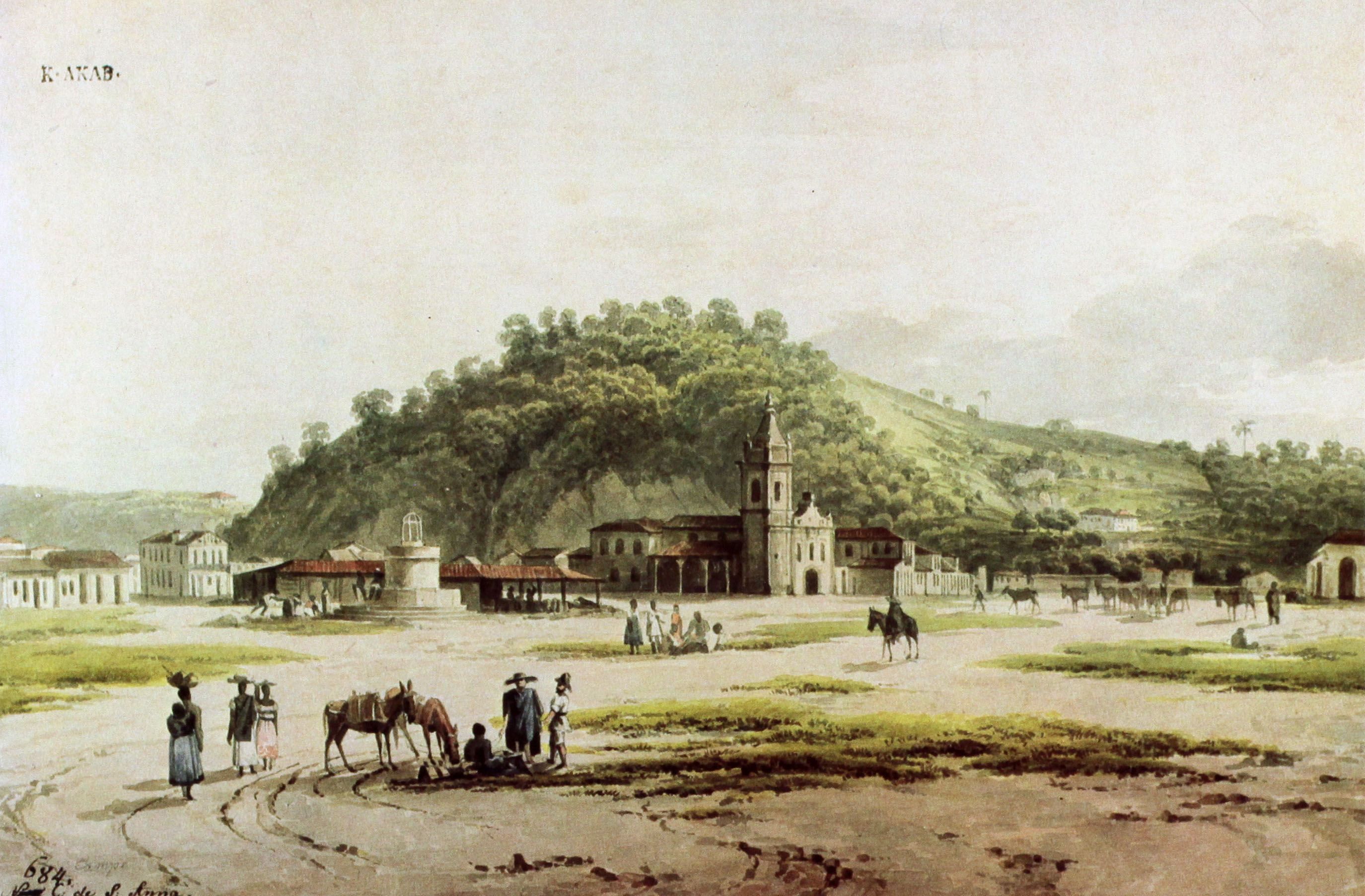
Église de Santana à Campo de Santana (1817)
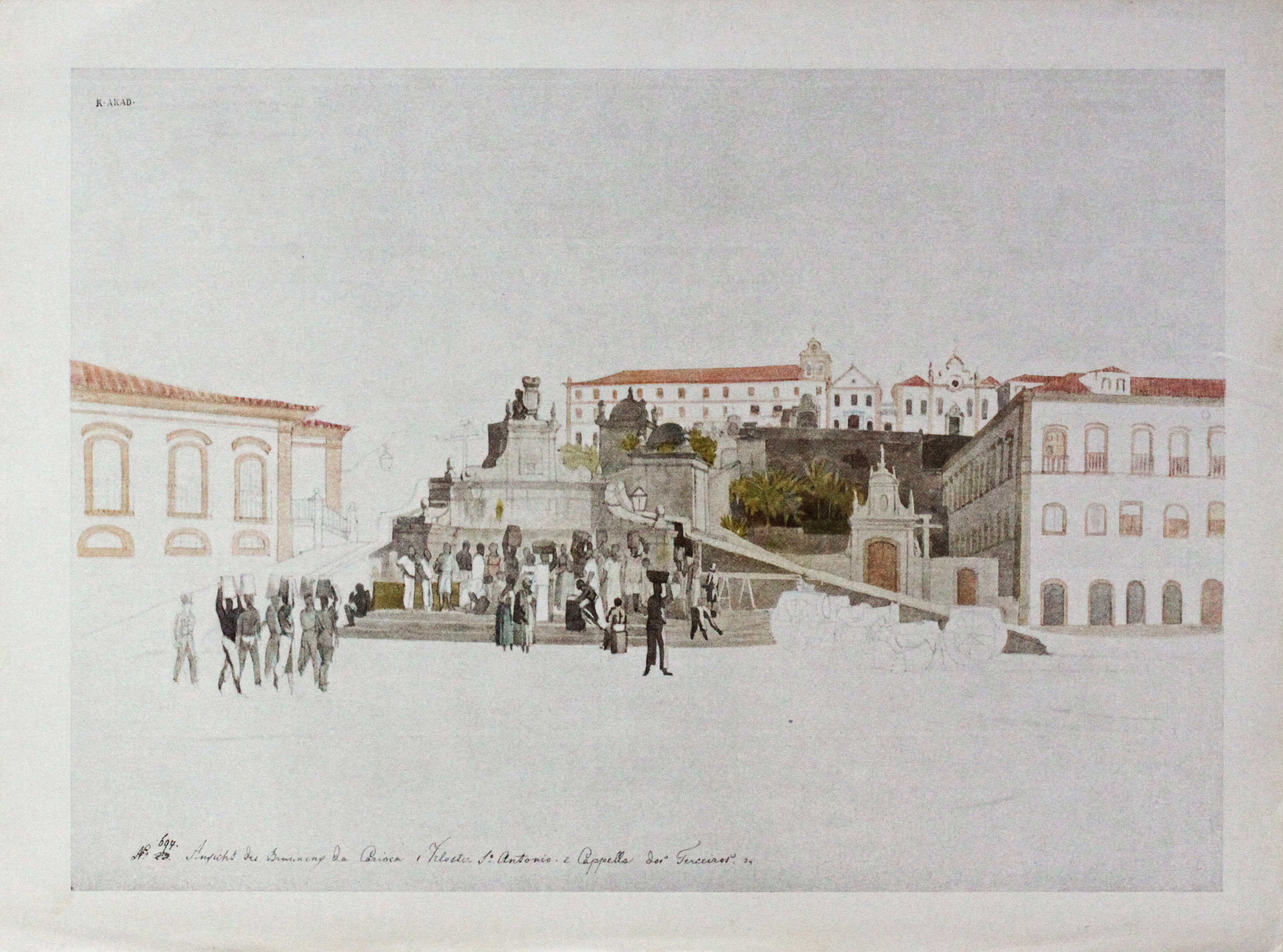
Fontaine du Largo de Carioca, au fond le couvent Saint-Antoine
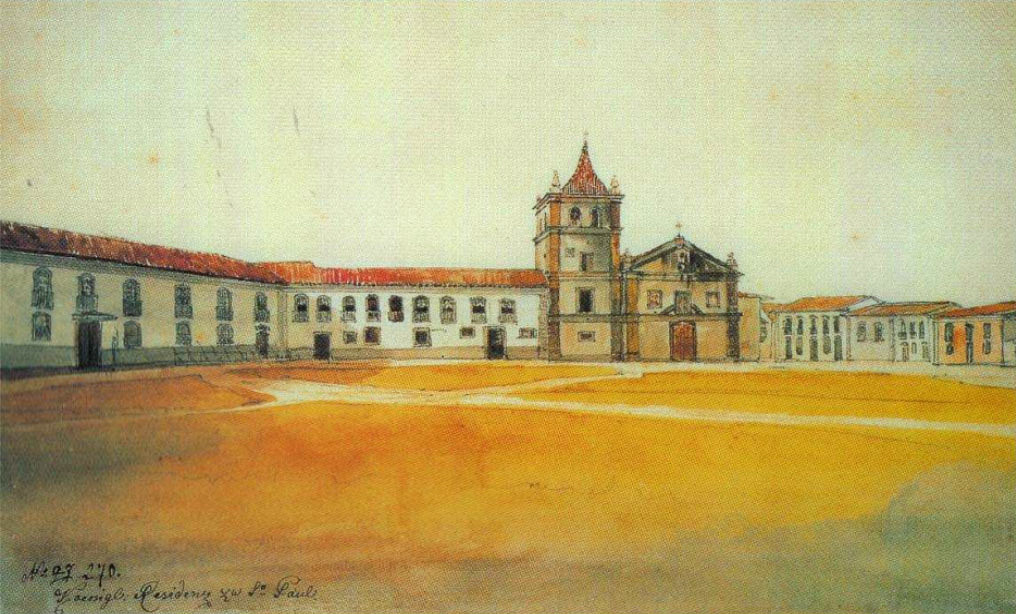
Palais du gouverneur à Sao Paulo
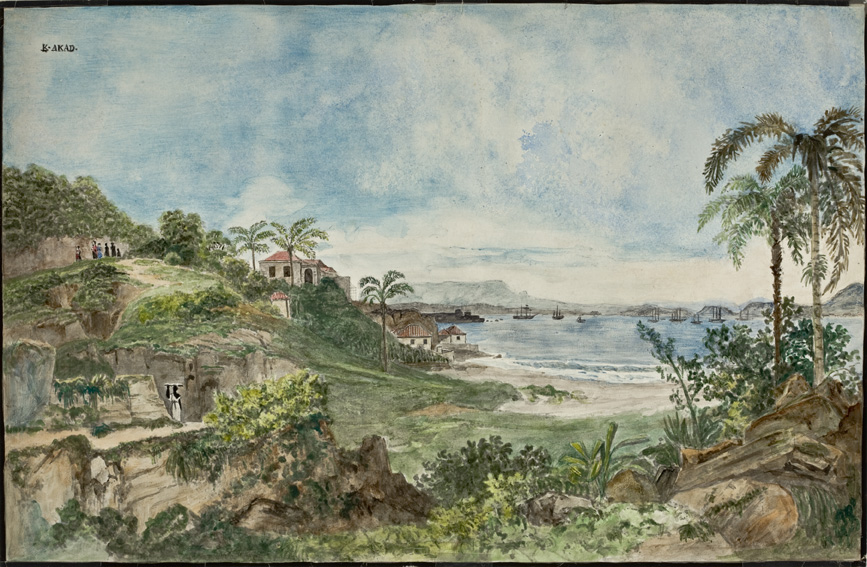
Baie de Guanabara